# Košarkaški klub Vojvodina Novi Sad
Il Košarkaški klub Vojvodina è una società cestistica avente sede nella città di Novi Sad, in Serbia.
Fondata nel 1948, disputa il campionato serbo.
Gioca le partite interne nella struttura della Spens Sports Center, la cui capacità è di 11.000 posti a sedere.

## Associazione di Pallacanestro della Vojvodina
L'Associazione di Pallacanestro della Vojvodina (KSV) svolge un ruolo chiave nello sviluppo del basket nella regione, con il Club di Pallacanestro Vojvodina che occupa una posizione centrale nel suo ecosistema. La KSV organizza competizioni regionali, offre supporto a club come il KK Vojvodina e implementa programmi per lo sviluppo di giovani talenti. La sua attività è sostenuta dall'azienda Meridian Sport.